# Нижний Жар
Нижний Жар — деревня в Любимском районе Ярославской области.
С точки зрения административно-территориального устройства входит в состав Воскресенского сельского округа. С точки зрения муниципального устройства входит в состав Воскресенского сельского поселения.

## География
Расположена в центральной части Восточно-Европейской равнины, на реке Соть.
Находится в зоне умеренно-континентального климата.

## История
Официально границы деревни определены в 2019 году

## Население
| 2007 | 2010 |
| ---- | ---- |
| 3    | ↗7   |

### Национальный и гендерный состав
Согласно результатам переписи 2002 года, в национальной структуре населения русские составляли 100 % из 6 чел., по 3 мужчины и женщины.

### Историческое население
Население по состоянию на 1989 год — 14 чел.

## Транспорт
К деревне идёт просёлочная дорога. До ближайшего остановочного пункта — 378 км — менее 800 м.

## Топографические карты
- Лист карты O-37-069.